# Arpad Eđed
Arpad Eđed (Bilje, 16. siječnja 1954.), hrvatski, naivni kipar i slikar.
Po zanimanju je strojarski tehničar. Voditelj je Galerije Eugen Savojski u Bilju u sklopu Hrvatsko-mađarskog kulturnog centra Općine Bilje. Kiparstvom se intenzivno bavi od 1995. godine. Motivi koji ga zaokupljaju vrlo su različiti. Kao osnovni materijal u njegovom radu preovladava drvo (desetak vrsta), ali u posljednje vrijeme počinje raditi i s drugim vrstama materijala (željezo, bakar, razne vrste lima, plastika, guma i dr.). Imao je dvije samostalne ("Drvo koje raste, grana se...", Bilje, 14. III. 2002) i desetak skupnih izložbi, a sudjelovao je i na više likovnih kolonija (npr. Dalj, 1999). Bavio se i enigmatikom, objavljujući križaljke (npr. u bjelovarskom "Skandi-čvoru").